# Santeny

Santeny este o comună în departamentul Val-de-Marne, Franța. În 2009 avea o populație de 3,676 de locuitori.